# Google преводилац
Гугл преводилац (енгл. Google Translate) машински је преводилац компаније Гугл којом се преводи део текста или веб страница са једног језика на други. Опсег техничких термина и број параграфа који се могу превести је ограничен у овом сервису. Могуће је вршење претрага на изворном језику које се прво преводе на одређени језик омогућавајући прегледање и тумачење резултата из одређеног језика на изворном језику. За неке језике од корисника се траже алтернативни преводи за неке појмове као што су технички термини, који ће бити уврштени у будућа ажурирања процеса превођења. Текст на страном језику се може укуцати и ако је изабрана опција Detect Language, не само да ће језик бити препознат већ ће аутоматски бити преведен на енглески.
Ако корисник преводи, на пример са енглеског на француски и језици затим треба да буду замењени (француски на енглески), кликом на дугме swap ће се преокренути оријентација језика превођења.
За разлику од других услуга за превођење као што су Babel Fish, AOL и Yahoo који користе SYSTRAN, Google користи сопствени софтвер за превођење. Неки кажу да ово може довести до револуције у развоју модерног језика.
Google Translate, као и други алати за аутоматско превођење има своје границе. Иако може помоћи читаоцу да разуме опште садржај страног текста, не може увек доставити тачне преводе. У неким језицима резултати су бољи него у другим.
Овај сервис не примењује граматичка правила, и његови алгоритми се базирају на статистичкој анализи уместо на традиционалним анализама заснованим на граматичким правилима.

## Технологија
се темељи на приступу названом статистичко машинско превођење или тачније на истраживањима Франца-Јозефа Оха који је 2003. освојио DARPA конкурс за брзо машинско превођење. Ох је сада на челу одељења за машинско превођење компаније Google.
Према Оху, солидна основа за развијање корисног статистичког система за машинско превођење пара нових језика крећући од нуле, се састоји у стварању двојезичног корпус текста (или паралелних збирки) за више од милион речи и два једнојезична корпуса где сваки има више од милијарду речи. Статистички модели из ових података се затим користе за превођење између ових језика.
Да би стекао велику количину језичких података, Гугл користи документе Уједињених нација. Исти документ је обично доступан у свих шест службених језика УН-а (арапски, кинески, енглески, француски, руски, шпански), чиме је Google сада добио седмојезични корпус од 20 милијарди речи људских превода.
Доступност арапског и кинеског као службеног језика УН-а је вероватно један од разлога зашто се Гугл преводилац у почетку усмерио на развој превода између енглеског и ових језика, а не на пример јапанског или немачког, који нису службени језици УН-а .
Представници компаније Google су били врло активни на домаћим скуповима у Јапану у тражењу двојезичног корпуса од истраживача.

## Опције
(по хронолошком реду)
- Почетак

| - енглески на француски - енглески на шпански - енглески на немачки |  | - француски на енглески - немачки на енглески - шпански на енглески |

- 2. фаза

| - енглески на португалски |  | - португалски на енглески |

- 3. фаза

| - енглески на италијански |  | - италијански на енглески |

- 4. фаза

| - енглески на кинески (поједностављени) - енглески на јапански - енглески на корејски |  | - кинески (поједностављени) на енглески - јапански на енглески - корејски на енглески |

- 5. фаза (покренута децембра 2006)

| - енглески на руски |  | - руски на енглески |

- 6. фаза (покренута априла 2006)

| - енглески на арапски |  | - арапски на енглески |

- 7. фаза (покренута фебруара 2007)

| - енглески на кинески (традиционални) - кинески (поједностављени на традиционални) |  | - кинески (традиционални) на енглески - кинески (традиционални на поједностављени) |

- 8. фаза (покренута октобра 2007)
- свих 25 парова језика користите Гуглов систем за машинско превођење
- 9. фаза

| - енглески на хинди |  | - хинди на енглески |

- 10. фаза (од ове фазе превод се може обавити између било која два језика, ако је потребно пролазећи кроз енглески) (покренута маја 2008)

| - бугарски - хрватски - чешки |  | - дански - фински - норвешки |  | - пољски - румунски - шведски |

- 11. фаза (покренута 25. септембра 2008)

| - каталонски - филипински - хебрејски |  | - индонежански - летонски - литвански |  | - српски - словачки - словеначки |  | - украјински - вијетнамски |

- 12. фаза (покренута 30. јануара 2009)

| - албански - естонски |  | - галицијски - мађарски |  | - малтешки - тајландски |  | - турски |

- 13. фаза (покренута 19. јуна 2009)
  - персијски („гурнут” у рад као одговор на иранске изборне протесте и опсежно коришћење интернета у ширењу вести и информација из тог региона)
- 14. фаза (покренута 24. августа 2009)

| - африканс - белоруски - исландски |  | - ирски - македонски - малајски |  | - свахили - велшки - јидиш |  |  |

## Интеграција у веб прегледачима
Серија Firefox екстензија за Google сервисе, а тако и за Google Translate постоји, које омогућавају командни приступ услугама за превођење кликом на десним тастер миша, као што су Преведи ову страницу и преведи (специфични) текст.
Такође, постоје и додаци за Википедију који користе ову услугу ради аутоматског превођења на српски језик чланака о истој теми са Википедија на другим језицима.